# Danijar Kenžegulov
Danijar Kenžegulov (in russo Данияр Кенжегулов?; 26 gennaio 1987) è un giocatore di calcio a 5 kazako.

## Carriera
Durante la militanza nel Qairat fu convocato dalla nazionale maschile under 21 di calcio a 5 del Kazakistan al campionato europeo di categoria in cui la selezione centrasiatica fu eliminata al primo turno. 